# Pseudomerulius
Pseudomerulius is een geslacht van schimmels behorend tot de familie Tapinellaceae. De typesoort is Pseudomerulius aureus.

## Soorten
Volgens Index Fungorum telt het geslacht twee soorten (peildatum oktober 2020):
| Soortnaam                                 | Auteur(s)                             | Publicatiejaar |
| ----------------------------------------- | ------------------------------------- | -------------- |
| Pseudomerulius aureus (Gulden plooivlies) | (Fr.) Jülich                          | 1979           |
| Pseudomerulius montanus                   | (Burt) Kotir., K.H. Larss. & M. Kulju | 2011           |